# FreeOrion
 (octobre 2019).
Si vous disposez d'ouvrages ou d'articles de référence ou si vous connaissez des sites web de qualité traitant du thème abordé ici, merci de compléter l'article en donnant les références utiles à sa vérifiabilité et en les liant à la section « Notes et références ».
FreeOrion est un jeu vidéo de gestion et de stratégie au tour par tour. C'est un clone gratuit et open source du classique Master of Orion sorti en 1993 sur PC.
Le titre est distribué sous licence publique générale GNU et tourne sous Windows, Linux et Macintosh.

## Galerie

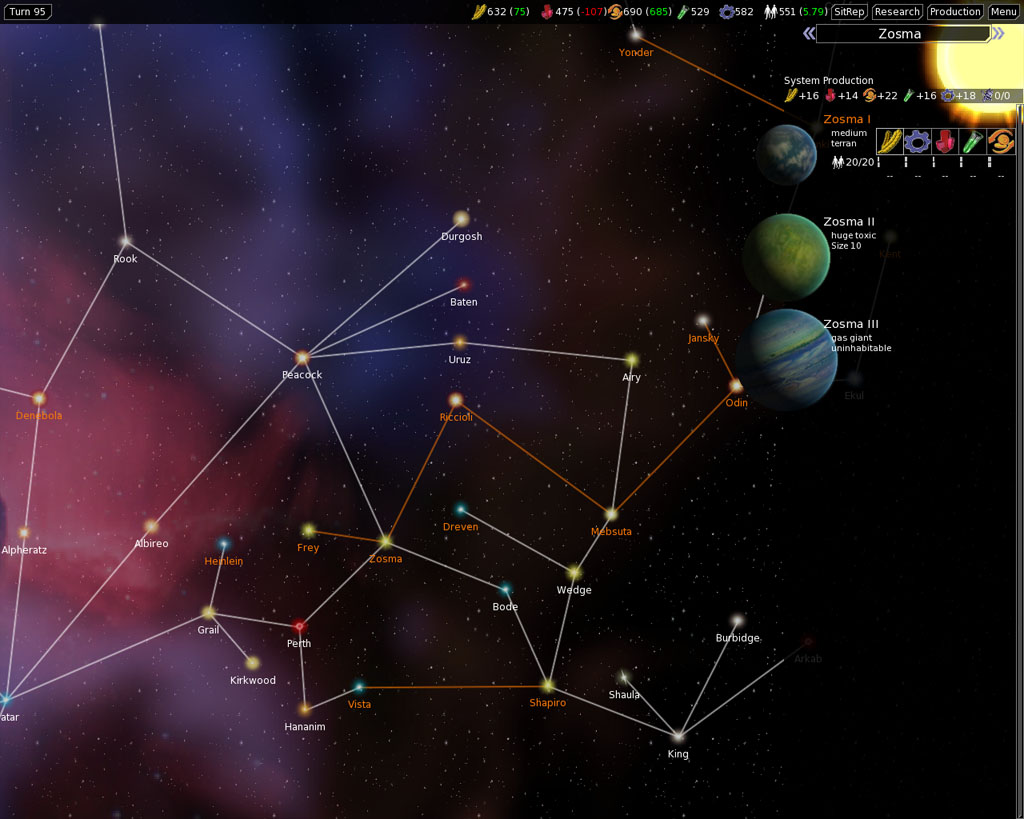
FreeOrion 0.3 screenshot
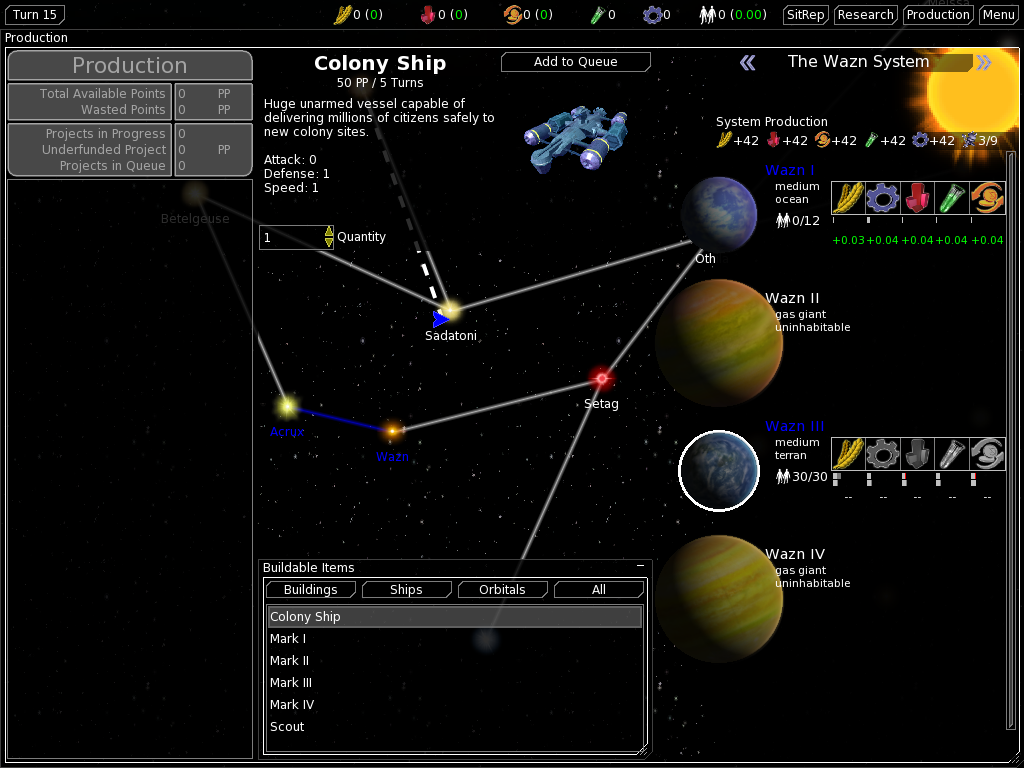
Production
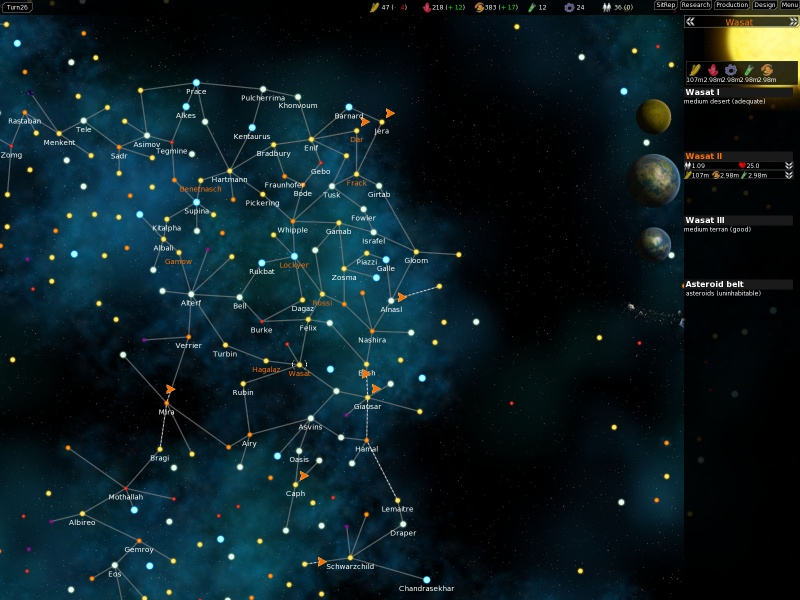
Galaxy Map